# Campeonato de Colombia de Ciclismo Contrarreloj
El Campeonato de Colombia de Ciclismo Contrarreloj es una competencia anual organizada por la Federación Colombiana de Ciclismo que otorga el título de Campeón de Colombia en la modalidad de Contrarreloj. El ganador o ganadora tiene derecho a vestir, durante un año, el maillot con los colores de la bandera de Colombia en las pruebas de Ciclismo Contrarreloj por todo el mundo.
Este campeonato se disputa desde 1994. Su primer ganador fue Luis Alberto González y el vigente campeón es el ciclista Egan Bernal.
En la categoría femenica el campeonato se disputa desde 1998. La primera ganadora fue Ana Betancur y la vigente campeona es la ciclista Diana Peñuela.

## Palmarés masculino

### Élite

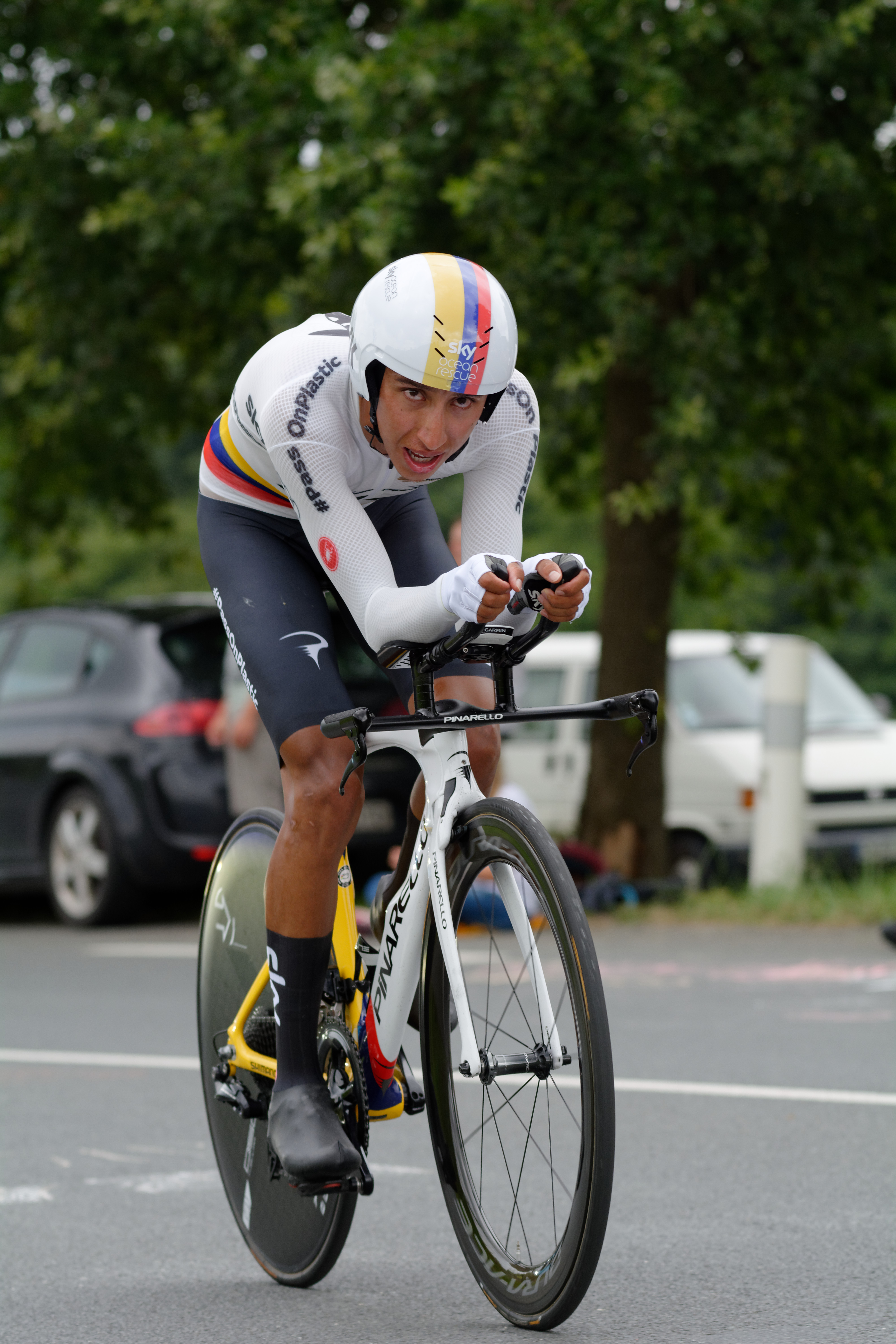
Egan Bernal luciendo el maillot de campeón nacional Contrarreloj en el Tour de Francia 2018

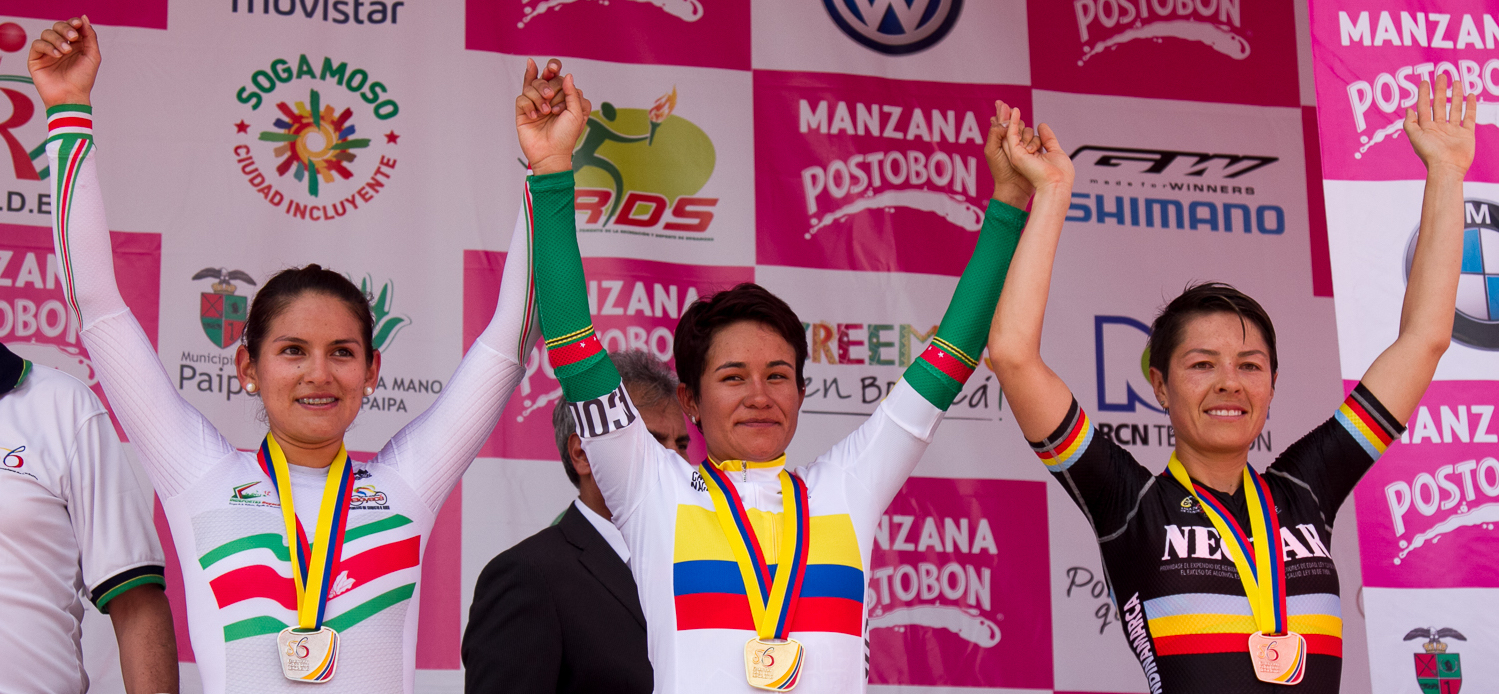
Podio damas de la edición 2016

| Edición | Oro                   | Plata                  | Bronce                 |
| ------- | --------------------- | ---------------------- | ---------------------- |
| 1994    | Luis Alberto González | Javier de Jesús Zapata | Héctor Iván Palacio    |
| 1995    | Raúl Montaña          | Celio Roncancio        | Luis González Gallego  |
| 1996    | Marlon Pérez          | Yonni Leal             | Wladimir González      |
| 1997    | Víctor Hugo Peña      | Carlos Contreras       | Javier de Jesús Zapata |
| 1998    | Dubán Ramírez         | Julio Bernal           | Israel Ochoa           |
| 1999    | Marlon Pérez          | Javier de Jesús Zapata | Jairo Hernández        |
| 2000    | Israel Ochoa          | Álvaro Lozano          | Raúl Montaña           |
| 2001    | Marlon Pérez          | Yonni Leal             | Wladimir González      |
| 2002    | Jhon García           | Marlon Pérez           | José Serpa             |
| 2003    | Heberth Gutiérrez     | José Serpa             | Israel Ochoa           |
| 2004    | Israel Ochoa          | Libardo Niño           | Jairo Hernández        |
| 2005    | Iván Parra            | Javier de Jesús Zapata | José Serpa             |
| 2006    | Libardo Niño          | José Serpa             | Mauricio Neiza         |
| 2007    | Santiago Botero       | Rigoberto Urán         | Israel Ochoa           |
| 2008    | Israel Ochoa          | Iván Parra             | Fabio Duarte           |
| 2009    | Santiago Botero       | Juan Carlos López      | Javier de Jesús Zapata |
| 2010    | Carlos Ospina         | Rafael Infantino       | Víctor Hugo Peña       |
| 2011    | Iván Casas            | Wilson Marentes        | Juan Carlos López      |
| 2012    | Iván Casas            | Marlon Pérez           | Jaime Suaza            |
| 2013    | Carlos Ospina         | Iván Casas             | Jaime Suaza            |
| 2014    | Pedro Herrera         | Omar Mendoza           | Víctor Hugo Peña       |
| 2015    | Rigoberto Urán        | Rafael Infantino       | Hernando Bohórquez     |
| 2016    | Walter Vargas         | Brayan Ramírez         | Juan Pablo Rendón      |
| 2017    | Jarlinson Pantano     | Rodrigo Contreras      | Walter Vargas          |
| 2018    | Egan Bernal           | Daniel Martínez        | Walter Vargas          |
| 2019    | Daniel Martínez       | Miguel Ángel López     | Egan Bernal            |
| 2020    | Daniel Martínez       | Nairo Quintana         | Egan Bernal            |
| 2021    | Walter Vargas         | Diego Camargo          | Andrés Camilo Ardila   |
| 2022    | Daniel Martínez       | Esteban Chaves         | Diego Camargo          |
| 2023    | Miguel Ángel López    | Walter Vargas          | Rodrigo Contreras      |
| 2024    | Daniel Martínez       | Brandon Rivera         | Rodrigo Contreras      |
| 2025    | Egan Bernal           | Walter Vargas          | Brandon Rivera         |

### Sub-23
| Edición | Oro                     | Plata                 | Bronce                 |
| ------- | ----------------------- | --------------------- | ---------------------- |
| 1997    | Iván Parra              | Marlon Pérez          | Juan García            |
| 1998    | Marlon Pérez            | Arles Castro          | José Serpa             |
| 1999    | Luis Orán Castañeda     | Mauricio Ardila       | Rigoberto Ibáñez       |
| 2001    | Carlos Ibáñez           |                       |                        |
| 2002    | Mauricio Ortega         | Ferney Bello          | Freddy Piamonte        |
| 2003    | Julián Rodas            | Andrés Rodríguez      | Mauricio Neiza         |
| 2005    | Dalivier Ospina         |                       |                        |
| 2006    | Fabio Duarte            | Edwin Parra           | Wilson Marentes        |
| 2007    | Wilson Marentes         | Camilo Suárez         | Sergio Henao           |
| 2009    | Nairo Quintana          | Sebastián Salazar     | Michael Rodríguez      |
| 2010    | Félix Barón             | Winner Anacona        | Isaac Bolívar          |
| 2011    | Brayan Ramírez          | Isaac Bolívar         | Argiro Ospina          |
| 2013    | Isaac Bolívar           | Félix Barón           | Hernando Bohórquez     |
| 2014    | Carlos Mario Ramírez    | Rodrigo Contreras     | Brayan Ramírez         |
| 2016    | Carlos Mario Ramírez    | Eduardo Estrada       | Miguel Flórez López    |
| 2017    | Julián Cardona          | Germán Enrique Chávez | Javier Ignacio Montoya |
| 2018    | Santiago Ordóñez        | Adrian Bustamante     | Brandon Rivera         |
| 2019    | Harold Tejada           | Jhojan García         | Santiago Ordoñez       |
| 2020    | Adrian Bustamante       | Adrián Vargas         | Marlon Herrera         |
| 2021    | Víctor Alejandro Ocampo | Anderson Arboleda     | Rafael Pineda          |
| 2022    | Juan Manuel Barboza     | Johan Fernando Porras | David Santiago Mesa    |
| 2023    | Germán Darío Gómez      | Elkin Malaver         | Juan José López        |
| 2024    | Freddy Ávila            | Brayan Vargas         | Brandon Rojas          |
| 2025    | Samuel Flórez           | Freddy Ávila          | Juan Diego Quintero    |

### Equipos
| Edición   | Oro            | Plata            | Bronce            |
| --------- | -------------- | ---------------- | ----------------- |
| 2016      | EPM-UNE        | Movistar Team    | Liga de Antioquia |
| 2017      | Medellín-Inder | Coldeportes Zenú | GW Shimano        |
| 2018-2025 | No organizado  | No organizado    | No organizado     |

## Palmarés femenino

### Élite
| Edición | Oro                    | Plata                  | Bronce                |
| ------- | ---------------------- | ---------------------- | --------------------- |
| 1998    | Ana Betancur           | Sandra Gómez           | Lucila Rodríguez      |
| 1999    | María Luisa Calle      | Sandra Gómez           | Paola Madriñán        |
| 2000    | Flor Marina Delgadillo | Martha Luz López       | Nancy Casallas        |
| 2001    | Flor Marina Delgadillo | María Luisa Calle      | Nancy Casallas        |
| 2002    | María Luisa Calle      | Sandra Gómez           | Paola Madriñán        |
| 2003    | Sandra Gómez           | Paola Madriñán         | Natalia Mejía         |
| 2004    | Paola Madriñán         | Flor Marina Delgadillo |                       |
| 2005    | María Luisa Calle      |                        | Sandra Gómez          |
| 2006    | Mónica Méndez          | Diana Agudelo          | Laura Lozano          |
| 2007    | María Luisa Calle      | Mónica Méndez          | Laura Lozano          |
| 2008    | Paola Madriñán         | Lorena Vargas          | María Luisa Calle     |
| 2009    | Paola Madriñán         | Lorena Vargas          | Serika Gulumá         |
| 2010    | Paola Madriñán         | Luz Adriana Tovar      | Elizabeth Agudelo     |
| 2011    | María Luisa Calle      | Lorena Vargas          | Laura Lozano          |
| 2012    | María Luisa Calle      | Laura Lozano           | Luz Adriana Tovar     |
| 2013    | Serika Gulumá          | Luz Adriana Tovar      | Lorena Vargas         |
| 2014    | Serika Gulumá          | María Luisa Calle      | Andreína Rivera       |
| 2015    | Ana Cristina Sanabria  | Serika Gulumá          | Laura Buriticá        |
| 2016    | Ana Cristina Sanabria  | Serika Gulumá          | Luz Adriana Tovar     |
| 2017    | Ana Cristina Sanabria  | Luz Adriana Tovar      | Laura Lozano          |
| 2018    | Serika Gulumá          | Estefania Herrera      | Rocio Parrado         |
| 2019    | Serika Gulumá          | Ana Cristina Sanabria  | Estefanía Herrera     |
| 2020    | Ana Cristina Sanabria  | Diana Peñuela          | Camila Valbuena       |
| 2021    | Serika Gulumá          | Ana Cristina Sanabria  | Ana Fagua             |
| 2022    | Lina Hernández         | Tatiana Dueñas         | Camila Valbuena       |
| 2023    | Lina Hernández         | Diana Peñuela          | Ana Cristina Sanabria |
| 2024    | Diana Peñuela          | Karen Villamizar       | Ana Cristina Sanabria |
| 2025    | Diana Peñuela          | Karen Villamizar       | Paula Patiño          |

### Sub-23
| Edición | Oro             | Plata                   | Bronce               |
| ------- | --------------- | ----------------------- | -------------------- |
| 2018    | Lina Hernández  | Tatiana Dueñas          | Lizeth Paola Mancipe |
| 2019    | Lina Hernández  | Camila Valbuena         | Laura Castillo       |
| 2020    | Lina Hernández  | Tatiana Dueñas          | Angie Gutiérrez      |
| 2021    | Lina Hernández  | Erika Botero            | Lina Mabel Rojas     |
| 2022    | Mariana Herrera | Jennifer Camila Sánchez | Stefanía Sánchez     |
| 2023    | Gabriela López  | Laura Rojas             | Carolina Vargas      |
| 2024    | Carolina Vargas | Elvia Cárdenas          | Gabriela López       |
| 2025    | Natalia Garzón  | Gabriela López          | Laura Rojas          |

## Dobletes en los campeonatos de ruta y contrarreloj el mismo año

### Categoría masculina
En la categoría femenina, se han producido 3 dobletes por parte de igual número de ciclistas, quienes han ganado los campeonatos nacionales de ciclismo de ruta y contrarreloj el mismo año:
| Corredor              | Año(s) |
| --------------------- | ------ |
| Luis Alberto González | 1994   |
| Israel Ochoa          | 2004   |
| Egan Bernal           | 2025   |

### Categoría femenina
En la categoría femenina, se han producido 4 dobletes por parte de 3 ciclistas, quienes han ganado los campeonatos nacionales de ciclismo de ruta y contrarreloj el mismo año:
| Corredor               | Año(s)      |
| ---------------------- | ----------- |
| Ana Betancur           | 1998        |
| Flor Marina Delgadillo | 2001        |
| Paola Madriñán         | 2004 y 2008 |